# 110 meter häck för herrar i friidrott vid olympiska sommarspelen 2020
Herrarnas 110 meter häck vid olympiska sommarspelen 2020 avgjordes mellan den 3 och 5 augusti 2021 på Tokyos Olympiastadion i Japan. 40 deltagare från 29 nationer deltog i tävlingen. Det var 29:e gången grenen fanns med i ett OS och den har funnits med i varje OS sedan första upplagan 1896.
Hansle Parchment från Jamaica tog guld efter ett lopp på säsongsbästat 13,04 sekunder. Silvermedaljen togs av amerikanska Grant Holloway på tiden 13,09 sekunder och bronsmedaljen gick till Ronald Levy från Jamaica som sprang i mål på 13,10 sekunder.

## Rekord
Innan tävlingens start fanns följande rekord:
| Världsrekord     | Aries Merritt (USA) | 12,80 | Bryssel, Belgien | 7 september 2012 |
| Olympiskt rekord | Liu Xiang (CHN)     | 12,91 | Aten, Grekland   | 27 augusti 2004  |

| Område                                   | Tid (s)    | Vind | Idrottare           | Nation         |
| ---------------------------------------- | ---------- | ---- | ------------------- | -------------- |
| Afrika                                   | 13,11      | +1,8 | Antonio Alkana      | Sydafrika      |
| Asien                                    | 12,88      | +1,1 | Liu Xiang           | Kina           |
| Europa                                   | 12,91      | +0,5 | Colin Jackson       | Storbritannien |
| Nordamerika, Centralamerika och Karibien | 12,80 0VR0 | +0,3 | Aries Merritt       | USA            |
| Oceanien                                 | 13,29      | +0,6 | Kyle Vander Kuyp    | Australien     |
| Sydamerika                               | 13,18      | +0,8 | Gabriel Constantino | Brasilien      |

## Schema
Alla tider är UTC+9.
| Datum                  | Tid   | Omgång      |
| ---------------------- | ----- | ----------- |
| Tisdag 3 augusti 2021  | 19:00 | Försöksheat |
| Onsdag 4 augusti 2021  | 9:00  | Semifinaler |
| Torsdag 5 augusti 2021 | 9:00  | Final       |

## Resultat

### Försöksheat
Kvalificeringsregler: De fyra första i varje heat 0Q0 samt de fyra snabbaste tiderna 0q0 gick vidare till semifinalerna.

#### Heat 1
| Placering | Bana | Idrottare            | Nation         | Tid            | Noteringar |
| --------- | ---- | -------------------- | -------------- | -------------- | ---------- |
| 1         | 4    | Ronald Levy          | Jamaica        | 13,17          | 0Q0        |
| 2         | 6    | Jason Joseph         | Schweiz        | 13,31          | 0Q0, 0SB0  |
| 3         | 9    | Valdó Szűcs          | Ungern         | 13,50 (13,496) | 0Q0        |
| 4         | 2    | Andrew Pozzi         | Storbritannien | 13,50 (13,500) | 0Q0        |
| 5         | 5    | Gabriel Constantino  | Brasilien      | 13,55          | 0q0        |
| 6         | 8    | Michael Obasuyi      | Belgien        | 13,65          |            |
| 7         | 7    | Louis François Mendy | Senegal        | 13,84          | 0SB0       |
| —         | 3    | Wilhem Belocian      | Frankrike      | 0DSQ0          |            |

#### Heat 2
| Placering | Bana | Idrottare         | Nation   | Tid   | Noteringar |
| --------- | ---- | ----------------- | -------- | ----- | ---------- |
| 1         | 7    | Asier Martínez    | Spanien  | 13,32 | 0Q0        |
| 2         | 5    | Daniel Roberts    | USA      | 13,41 | 0Q0        |
| 3         | 8    | Damion Thomas     | Jamaica  | 13,54 | 0Q0        |
| 4         | 2    | Milan Trajkovic   | Cypern   | 13,59 | 0Q0, 0SB0  |
| 5         | 9    | Vitali Parakhonka | Belarus  | 13,61 |            |
| 6         | 4    | Shane Brathwaite  | Barbados | 13,64 |            |
| 7         | 3    | Yaqoub Al-Youha   | Kuwait   | 13,69 | 0SB0       |
| 8         | 6    | Hassane Fofana    | Italien  | 13,70 |            |

#### Heat 3
| Placering | Bana | Idrottare            | Nation     | Tid   | Noteringar |
| --------- | ---- | -------------------- | ---------- | ----- | ---------- |
| 1         | 9    | Grant Holloway       | USA        | 13,02 | 0Q0        |
| 2         | 7    | Hansle Parchment     | Jamaica    | 13,23 | 0Q0        |
| 3         | 3    | Nicholas Hough       | Australien | 13,57 | 0Q0        |
| 4         | 5    | Damian Czykier       | Polen      | 13,61 | 0Q0        |
| 5         | 4    | Gregor Traber        | Tyskland   | 13,65 |            |
| 6         | 2    | Shunya Takayama      | Japan      | 13,98 |            |
| 7         | 1    | Jérémie Lararaudeuse | Mauritius  | 14,03 | 0PB0       |
| 8         | 8    | Fadane Hamadi        | Komorerna  | 14,99 |            |
| —         | 6    | Sergej Sjubenkov     | ROC        | 0DNS0 |            |

#### Heat 4
| Placering | Bana | Idrottare               | Nation                   | Tid   | Noteringar |
| --------- | ---- | ----------------------- | ------------------------ | ----- | ---------- |
| 1         | 8    | Aurel Manga             | Frankrike                | 13,24 | 0Q0, 0=PB0 |
| 2         | 6    | Shunsuke Izumiya        | Japan                    | 13,28 | 0Q0        |
| 3         | 4    | Rafael Henrique Pereira | Brasilien                | 13,46 | 0Q0        |
| 4         | 2    | Xie Wenjun              | Kina                     | 13,51 | 0Q0        |
| 5         | 3    | Chen Kuei-ru            | Kinesiska Taipei         | 13,53 | 0q0, 0SB0  |
| 6         | 1    | David King              | Storbritannien           | 13,55 | 0q0        |
| 7         | 9    | Eddie Lovett            | Amerikanska Jungfruöarna | 14,17 | 0SB0       |
| 8         | 7    | Chan Chung Wang         | Hongkong                 | 14,23 |            |
| —         | 5    | Orlando Ortega          | Spanien                  | 0DNS0 |            |

#### Heat 5
| Placering | Bana | Idrottare               | Nation    | Tid   | Noteringar |
| --------- | ---- | ----------------------- | --------- | ----- | ---------- |
| 1         | 5    | Devon Allen             | USA       | 13,21 | 0Q0        |
| 2         | 3    | Pascal Martinot-Lagarde | Frankrike | 13,37 | 0Q0, 0SB0  |
| 3         | 7    | Taio Kanai              | Japan     | 13,41 | 0Q0        |
| 4         | 8    | Paolo Dal Molin         | Italien   | 13,44 | 0Q0        |
| 5         | 6    | Elmo Lakka              | Finland   | 13,48 | 0q0        |
| 6         | 4    | Antonio Alkana          | Sydafrika | 13,55 | 0SB0       |
| 7         | 2    | Konstantinos Douvalidis | Grekland  | 13,63 | 0SB0       |
| 8         | 9    | Eduardo de Deus         | Brasilien | 13,78 |            |

### Semifinaler
Kvalificeringsregler: De två första i varje heat 0Q0 samt de två snabbaste tiderna 0q0 gick vidare till finalen.

#### Semifinal 1
| Placering | Bana | Idrottare               | Nation         | Reaktionstid | Tid   | Noteringar |
| --------- | ---- | ----------------------- | -------------- | ------------ | ----- | ---------- |
| 1         | 7    | Ronald Levy             | Jamaica        | 0,154        | 13,23 | 0Q0        |
| 2         | 4    | Pascal Martinot-Lagarde | Frankrike      | 0,155        | 13,25 | 0Q0, 0SB0  |
| 3         | 6    | Asier Martínez          | Spanien        | 0,150        | 13,27 | 0q0, 0PB0  |
| 4         | 8    | Andrew Pozzi            | Storbritannien | 0,148        | 13,32 | 0q0        |
| 5         | 5    | Daniel Roberts          | USA            | 0,195        | 13,33 |            |
| 6         | 2    | Damian Czykier          | Polen          | 0,152        | 13,63 |            |
| 7         | 9    | Nicholas Hough          | Australien     | 0,163        | 13,88 |            |
| 8         | 3    | Gabriel Constantino     | Brasilien      | 0,159        | 13,89 |            |

#### Semifinal 2
| Placering | Bana | Idrottare       | Nation           | Reaktionstid | Tid   | Noteringar |
| --------- | ---- | --------------- | ---------------- | ------------ | ----- | ---------- |
| 1         | 5    | Devon Allen     | USA              | 0,121        | 13,18 | 0Q0        |
| 2         | 6    | Aurel Manga     | Frankrike        | 0,151        | 13,24 | 0Q0, 0=PB0 |
| 3         | 8    | Damion Thomas   | Jamaica          | 0,135        | 13,39 |            |
| 4         | 9    | Paolo Dal Molin | Italien          | 0,133        | 13,40 |            |
| 5         | 4    | Jason Joseph    | Schweiz          | 0,135        | 13,46 |            |
| 6         | 2    | Chen Kuei-ru    | Kinesiska Taipei | 0,146        | 13,57 |            |
| 7         | 3    | Elmo Lakka      | Finland          | 0,139        | 13,67 |            |
| 8         | 7    | Taio Kanai      | Japan            | 0,127        | 26,11 |            |

#### Semifinal 3
| Placering | Bana | Idrottare               | Nation         | Reaktionstid | Tid   | Noteringar |
| --------- | ---- | ----------------------- | -------------- | ------------ | ----- | ---------- |
| 1         | 4    | Grant Holloway          | USA            | 0,130        | 13,13 | 0Q0        |
| 2         | 6    | Hansle Parchment        | Jamaica        | 0,145        | 13,23 | 0Q0        |
| 3         | 7    | Shunsuke Izumiya        | Japan          | 0,141        | 13,35 |            |
| 4         | 9    | Valdó Szűcs             | Ungern         | 0,140        | 13,40 |            |
| 5         | 8    | Xie Wenjun              | Kina           | 0,154        | 13,58 |            |
| 6         | 5    | Rafael Henrique Pereira | Brasilien      | 0,154        | 13,62 |            |
| 7         | 2    | David King              | Storbritannien | 0,141        | 13,67 |            |
| 8         | 3    | Milan Trajkovic         | Cypern         | 0,147        | 14,01 |            |

### Final
| Placering | Bana | Idrottare               | Nation         | Reaktionstid   | Tid   | Noteringar |
| --------- | ---- | ----------------------- | -------------- | -------------- | ----- | ---------- |
| 1         | 7    | Hansle Parchment        | Jamaica        | 0,130          | 13,04 | 0SB0       |
| 2         | 4    | Grant Holloway          | USA            | 0,136          | 13,09 |            |
| 3         | 5    | Ronald Levy             | Jamaica        | 0,146          | 13,10 |            |
| 4         | 6    | Devon Allen             | USA            | 0,133          | 13,14 |            |
| 5         | 8    | Pascal Martinot-Lagarde | Frankrike      | 0,120          | 13,16 | 0SB0       |
| 6         | 2    | Asier Martínez          | Spanien        | 0,155          | 13,22 | 0PB0       |
| 7         | 3    | Andrew Pozzi            | Storbritannien | 0,140          | 13,30 |            |
| 8         | 9    | Aurel Manga             | Frankrike      | 0,151          | 13,38 |            |
|           |      |                         |                | Vind: -0,5 m/s |       |            |